# Système de Hitchin
En mathématiques, un système intégrable de Hitchin est un système intégrable dépendant du choix d'un groupe réductif complexe et d'une surface de Riemann compacte, introduit par Nigel Hitchin en 1987. Il fait intervenir la géométrie algébrique, la théorie des algèbres de Lie et la théorie des systèmes intégrables. Il joue également un rôle important dans la correspondance géométrique de Langlands sur le corps des nombres complexes grâce à la théorie conforme des champs.
Un analogue de genre zéro du système de Hitchin, dit système de Garnier, a été découvert un peu avant par René Garnier comme une certaine limite des équations de Schlesinger (en) (Le système de Garnier est la limite classique du modèle de Gaudin. À leur tour, les équations de Schlesinger sont la limite classique des équations de Knizhnik-Zamolodchikov).
Presque tous les systèmes intégrables de la mécanique classique peuvent être obtenus comme cas particuliers du système Hitchin ou de leur généralisation commune définie par Bottacin et Markman en 1994.

## Description
En utilisant le langage de la géométrie algébrique, l'espace des phases du système est une compactification partielle du fibré cotangent de l'espace des modules des G-fibrés stables (d'un groupe réductif G) sur une courbe algébrique compacte. Cet espace est muni d'une forme symplectique canonique. Supposons pour simplifier que {\displaystyle G=\mathrm {GL} (n,\mathbb {C} )}, le groupe général linéaire ; alors les hamiltoniens peuvent être décrits comme suit : l'espace tangent à l'espace des modules des G -fibrés au niveau du fibré F est par définition
{\displaystyle H^{1}(\operatorname {End} (F)),}
qui par dualité de Serre est dual à
{\displaystyle \Phi \in H^{0}(\operatorname {End} (F)\otimes K),}
où {\displaystyle K} est le fibré canonique. Ainsi, une paire
{\displaystyle (F,\Phi )}
dite paire de Hitchin ou fibré de Higgs, définit un point dans le fibré cotangent. En prenant
{\displaystyle \operatorname {Tr} (\Phi ^{k}),\qquad k\in \{1,\ldots ,\operatorname {rang} (G)\}}
on obtient des éléments de
{\displaystyle H^{0}(K^{\otimes k}),}
qui est un espace vectoriel qui ne dépend pas de {\displaystyle (F,\Phi )}. Ainsi, en prenant n'importe quelle base dans ces espaces vectoriels, nous obtenons des fonctions Hi, qui sont les hamiltoniens de Hitchin. La construction pour un groupe réductif général est similaire et utilise les polynômes invariants sur l'algèbre de Lie de G.
Pour des raisons triviales, ces fonctions sont algébriquement indépendantes, et on peut montrer que leur nombre est la moitié de la dimension de l'espace des phases. Ils définissent un système intégrable au sens symplectique ou celui d'Arnold-Liouville.

## Fibration de Hitchin
La fibration de Hitchin est une application de l'espace des modules des paires de Hitchin vers les polynômes caractéristiques, un analogue de genre supérieur d'application utilisée par Garnier pour définir les courbes spectrales. Ngô a utilisé les fibrations de Hitchin sur des corps finis dans sa preuve du lemme fondamental.